# Philippe-Michel Labrousse
Pour les articles homonymes, voir Labrousse.
Philippe-Michel Labrousse, né le 3 mai 1847 à Sainte-Féréole (Corrèze) et mort le 11 décembre 1910 à Neuilly-sur-Seine (Hauts-de-Seine), est un homme politique français.

## Biographie
Médecin à Brive, il est élu en 1878 conseiller général du canton de Donzenac. Il est député de la Corrèze de 1884 à 1894, inscrit au groupe de la Gauche radicale, et sénateur de la Corrèze de 1894 à 1910, inscrit au groupe de la Gauche démocratique. Il est le père de François Labrousse, sénateur de la Corrèze de 1921 à 1940.
Il fut inhumé, avec les pompes républicaines, dans son village natal

## Distinctions
- Officier de la Légion d'honneur.

## Publications politiques
- Rapport fait au nom de la 29e commission d'intérêt local chargée d'examiner le projet de loi tendant à autoriser le département de la Creuse à contracter un emprunt pour la construction d'un lycée de jeunes filles, 9 février 1885.
- Rapport fait, au nom de la 1re commission d'intérêt local chargée d'examiner le projet de loi portant établissement d'une surtaxe sur le vin à l'octroi d'Annonay (Ardèche), 14 décembre 1885.
- Rapport fait, au nom de la 13e commission d'intérêt local chargée d'examiner le projet de loi tendant à autoriser le département de l'Ardèche à créer des ressources extraordinaires, pour les travaux des chemins vicinaux, 16 mai 1887.
- Proposition de loi sur l'organisation de l'administration de la santé publique, avec Lucien Guillemaut, Henri Mathé & Jules Siegfried, 27 mars 1890.
- Proposition de loi tendant à établir la gratuité des écoles polytechnique, spéciale militaire, navale et du service de santé,présentée avec René-Félix Le Hérissé, 15 décembre 1891
- Rapport fait au nom de la commission des finances, chargée d'examiner le projet de loi, adopté par la Chambre des Députés, portant ouverture au Ministre de l'Intérieur, sur l'exercice 1899, d'un crédit extraordinaire de 1.400 fr. destiné au payement d'indemnités de frais de voyage et de séjour à des membres du Conseil supérieur de la mutualité, 23 décembre 1899.
- Proposition de loi ayant pour objet l'organisation de l'assistance à tous les aveugles indigents en France et en Algérie, 11 janvier 1901.

## Sources
- « Philippe-Michel Labrousse », dans Adolphe Robert et Gaston Cougny, Dictionnaire des parlementaires français, Edgar Bourloton, 1889-1891 [détail de l’édition]
- « Philippe-Michel Labrousse », dans le Dictionnaire des parlementaires français (1889-1940), sous la direction de Jean Jolly, PUF, 1960 [détail de l’édition]
- Assemblée nationale : Base de données des députés français depuis 1789 : Michel LABROUSSE (1847 - 1910)
- Sénat : Anciens sénateurs IIIe République : LABROUSSE Philippe